# Малік-шах I (султан Рума)
Малік-шах I (*д/н — 1117/1118) — 3-й султан Рума в 1107—1116 роках (фактично з 1110 року).

## Життєпис
Походив з династії Сельджукидів. Син Сулеймана I, 1-го султана Рума (деякі дослідники розглядають Малік-шаха як сина Килич-Арслана I). Брав участь у походах проти Данішмендидів в Східній Анатолії та Артукидів в Сирії. У війні з останніми у 1107 році сельджуцьке військо зазнало поразки, а Малік-шах потрапив у полон до Іль-Газі I Наджм ад-діна Атукида під час нападу на Мосул. Останній відправив полоненого до Ісфагану — в якості заручника Мухаммеда I, султана Великих Сельджуків.
Після загибелі брата — султана Килич-Арслана I у 1107 році визнав зверхність Мухаммеда I, який призначив того султаном Рума. З військом Малік-шах рушив до Малої Азії, в якій почали активно діяти візантійці, захопивши значні землі. В Анатолії Малік-шах розпочав боротьбу за владу з братом Бозмишем, який укріпився в Малатьї. При цьому Малік-шах спочатку уклав союз з візантійським імператором Олексієм I. Втім лише у 1110 році зумів стати султаном. Також прийняв титул шахіншаха.
У 1111 році виступив проти Візантії, проте без особливо успіху. Тому у 1112 році уклав мирний договір з імператором Олексієм Комніном. 1113 році дав наказ розпочати здійснювати набіги на візантійські міста Пергам, Адрамітію, Бруссу та Нікею. Втім, дії візантійського війська змусили укласти нове перемир'я. Спроба підкорити Кілікійську Вірменію дістала відсіч князя Тороса I, що став союзником Візантії.
1115 році рушив проти Візантійської імперії. У вирішальній битві під Філомеліоном в 1116 році Малік-шах I зазнав тяжкої поразки. За умовами мирної угоди, укладеної з Олексієм I Сельджуки мали припинити напади на християн, підкоритись імператорові та повернутись до становища, яке існувало до битви під Манцікертом. За це їм були обіцяні подарунки та титули. Безпосередньо після цього було візантійцям було передано місто Дорілей. Втім виконати усі умови мирної угоди султан Рума фактично не зміг, оскільки стикнувся з протистоянням частини знаті. В цей час з в'язниці Данішмендидів втік небіж Масуд.
Не звертаючи на попередження візантійського імператора, Малік-шах I не застосував заходи задля попередження змови Масуда. В результаті останній у тому ж році в місті Тірагія повалив та засліпив Малік-шаха. У 1117 або 1118 році того було задушено в Коньї. Новим султаном став Масуд.

## Характер
Малік-шаха було описано Ганною Комніною як дурня, який часто ігнорував ідеї та пропозицій своїх більш досвідчених військовиків.